# Eliminatórias da Copa do Mundo FIFA de 2026
As eliminatórias para a Copa do Mundo FIFA de 2026 é o processo de qualificação que decidirá as seleções que se juntarão aos anfitriões Canadá, México e Estados Unidos na Copa do Mundo de 2026.

## Seleções classificadas

Seleção classificada para a Copa do Mundo
Seleção cujo status de qualificação ainda não foi decidido
Seleção eliminada
Seleção desistiu ou foi suspensa
Não é membro da FIFA

Em 9 de maio de 2017, o Conselho da FIFA aprovou o esquema de alocação de vagas para o novo formato final de 48 equipes.
Seleções qualificadas
| Confederação                       | Equipe         | Método de qualificação                                                                       | Data                 | Total | Última qualificação | Consecutivas | Melhor posição                                       |
| ---------------------------------- | -------------- | -------------------------------------------------------------------------------------------- | -------------------- | ----- | ------------------- | ------------ | ---------------------------------------------------- |
| CONCACAF (3 vagas + 3 países-sede) | Canadá         | Anfitrião                                                                                    | 31 de agosto de 2022 | 3     | 2022                | 2            | Fase de grupos (1986, 2022)                          |
| CONCACAF (3 vagas + 3 países-sede) | México         | Anfitrião                                                                                    | 31 de agosto de 2022 | 18    | 2022                | 9            | Quartas de final (1970, 1986)                        |
| CONCACAF (3 vagas + 3 países-sede) | Estados Unidos | Anfitrião                                                                                    | 31 de agosto de 2022 | 12    | 2022                | 2            | Terceiro lugar (1930)                                |
| CONMEBOL (6 vagas)                 | Argentina      | Classificação garantida (ainda pode terminar entre 1º e 6º lugar) no Grupo Único da Conmebol | 25 de março de 2025  | 19    | 2022                | 14           | Campeão (1978, 1986 e 2022)                          |
| CONMEBOL (6 vagas)                 | Equador        | Classificação garantida (ainda pode terminar entre 1º e 6º lugar) no Grupo Único da Conmebol | 10 de junho de 2025  | 5     | 2022                | 2            | Oitavas de final (2006)                              |
| CONMEBOL (6 vagas)                 | Brasil         | Classificação garantida (ainda pode terminar entre 1º e 6º lugar) no Grupo Único da Conmebol | 10 de junho de 2025  | 23    | 2022                | 23           | Campeão (1958, 1962, 1970, 1994 e 2002)              |
| AFC (8 vagas)                      | Japão          | 1.º colocado no Grupo C                                                                      | 20 de março de 2025  | 8     | 2022                | 8            | Oitavas de final (2002, 2010, 2018 e 2022)           |
| AFC (8 vagas)                      | Irã            | 1.º colocado no Grupo A                                                                      | 25 de março de 2025  | 7     | 2022                | 4            | Fase de grupos (1978, 1998, 2006, 2014, 2018 e 2022) |
| AFC (8 vagas)                      | Uzbequistão    | 2.⁰ colocado no Grupo A                                                                      | 5 de junho de 2025   | 1     | 2026                | 0            | Estreante                                            |
| AFC (8 vagas)                      | Coreia do Sul  | 1.⁰ colocado no Grupo B                                                                      | 5 de junho de 2025   | 12    | 2022                | 11           | Quarto lugar (2002)                                  |
| AFC (8 vagas)                      | Jordânia       | 2.⁰ colocado no Grupo B                                                                      | 5 de junho de 2025   | 1     | 2026                | 0            | Estreante                                            |
| AFC (8 vagas)                      | Austrália      | 2.º colocado no Grupo C                                                                      | 10 de junho de 2025  | 7     | 2022                | 6            | Oitavas de final (2006, 2022)                        |
| OFC (1 vaga)                       | Nova Zelândia  | Vencedor da 3.ª fase                                                                         | 24 de março de 2025  | 3     | 2010                | 0            | Fase de grupos (1982 e 2010)                         |

|              |                 |                                         |                     |                        |                                     |                                      |  |  |
| Confederação | Vagas diretas   | Seleções que entraram nas eliminatórias | Seleções eliminadas | Seleções classificadas | Data que as eliminatórias iniciaram | Data que as eliminatórias encerraram |  |  |
| AFC          | 8 ou 9          | 46                                      | 29                  | 6                      | 12 de outubro de 2023               | Novembro 2025                        |  |  |
| CAF          | 9 ou 10         | 53                                      | 4                   | 0                      | 12 de novembro 2023                 | 18 de novembro 2025                  |  |  |
| CONCACAF     | 3+3, 3+4 ou 3+5 | 32+3                                    | 2                   | 3                      | Março 2024                          | Novembro 2025                        |  |  |
| CONMEBOL     | 6 ou 7          | 10                                      | 0                   | 3                      | 07 de setembro 2023                 | 14 de setembro 2025                  |  |  |
| OFC          | 1 ou 2          | 11                                      | 9                   | 1                      | 24 de março de 2025                 | Março de 2025                        |  |  |
| UEFA         | 16              | 54                                      | 0                   | 0                      | 17 de março 2025                    | 31 de março 2026                     |  |  |
| Total        | 45+3            | 207+3                                   | 43                  | 10                     | 7 de setembro de 2023               | 31 de março de 2026                  |  |  |

## Qualificação da Confederação

### AFC
Em 1º de agosto de 2022, o Comitê Executivo da Confederação Asiática de Futebol aprovou o formato de qualificação para o caminho da Ásia para a Copa do Mundo de 2026, bem como para a Copa Asiática de Seleções de 2027, em preparação para as oito vagas diretas e o único slot de play-off intercontinental alocado para a AFC. pela FIFA após a expansão da Copa do Mundo da FIFA para 48 seleções.
A estrutura de qualificação é a seguinte:
- Primeira fase: [nota 2] 22 times (classificados de 26 a 47) jogarão em casa e fora em duas partidas . Os onze vencedores avançam para a segunda fase.
- Segunda fase: [nota 3] 36 times (classificados de 1 a 25 e onze vencedores do primeiro turno) são divididos em nove grupos de quatro times para disputar partidas de ida e volta. Os dezoito vencedores e vice-campeões dos grupos avançam para a terceira fase.
- Terceira fase: [nota 4] 18 times que avançam da segunda fase são divididos em três grupos de seis times para jogar partidas de ida e volta. Os dois primeiros colocados de cada grupo se classificam para a Copa do Mundo, o terceiro e o quarto colocados avançam para a quarta fase.
- Quarta fase: [nota 5] Seis terceiros e quartos colocados da terceira rodada são divididos em dois grupos de três times cada para jogar em um único turno. Os vencedores avançam para a Copa do Mundo.
- Quinta fase: [nota 5] Os vice-campeões do grupo na rodada anterior disputarão um play-off eliminatório para determinar a representação asiática nos play-offs interconfederações .

#### Primeira fase
O sorteio da primeira rodada foi realizado em 27 de julho de 2023 às 14:00 (UTC+8) na sede da AFC em Kuala Lumpur, Malásia.
O Sri Lanka está atualmente suspenso pela FIFA por interferência governamental no futebol do Sri Lanka. No entanto, a FIFA e a AFC concordaram em incluir o Sri Lanka no sorteio das eliminatórias, provando que a Federação de Futebol do Sri Lanka possa realizar uma nova eleição e retomar as atividades da federação dez dias antes do início das eliminatórias. Não fazer isso resultará na desqualificação automática do Sri Lanka.
| Equipe 1     | Total | Equipe 2    | 1.º jogo | 2.º jogo |
| ------------ | ----- | ----------- | -------- | -------- |
| Afeganistão  | 2–0   | Mongólia    | 1–0      | 1–0      |
| Maldivas     | 2–3   | Bangladesh  | 1–1      | 1–2      |
| Singapura    | 3–1   | Guam        | 2–1      | 1–0      |
| Iêmen        | 4–1   | Sri Lanka   | 3–0      | 1–1      |
| Myanmar      | 5–1   | Macau       | 5–1      | 0–0      |
| Camboja      | 0–1   | Paquistão   | 0–0      | 0–1      |
| Taipé Chinês | 7–0   | Timor-Leste | 4–0      | 3–0      |
| Indonésia    | 12–0  | Brunei      | 6–0      | 6–0      |
| Hong Kong    | 4–2   | Butão       | 4–0      | 0–2      |
| Nepal        | 2–1   | Laos        | 1–1      | 1–0      |

#### Segunda fase
O sorteio da segunda fase foi realizado em 27 de julho de 2023 às 16:00 (UTC+8) na sede da AFC em Kuala Lumpur, Malásia.

##### Grupo A
| Pos | Equipe      | Pts | J | V | E | D | GP | GC | SG  | Classificado                                    |  |     |     |     |     |
| --- | ----------- | --- | - | - | - | - | -- | -- | --- | ----------------------------------------------- |  | --- | --- | --- | --- |
| 1   | Catar       | 16  | 6 | 5 | 1 | 0 | 18 | 3  | +15 | Terceira fase e Copa da Ásia de 2027            |  | —   | 3–0 | 2–1 | 8–1 |
| 2   | Kuwait      | 7   | 6 | 2 | 1 | 3 | 6  | 6  | 0   | Terceira fase e Copa da Ásia de 2027            |  | 1–2 | —   | 0–1 | 1–0 |
| 3   | Índia       | 5   | 6 | 1 | 2 | 3 | 3  | 7  | −4  | Terceira fase das eliminatórias da Copa da Ásia |  | 0–3 | 0–0 | —   | 1–2 |
| 4   | Afeganistão | 5   | 6 | 1 | 2 | 3 | 3  | 14 | −11 | Terceira fase das eliminatórias da Copa da Ásia |  | 0–0 | 0–4 | 0–0 | —   |

##### Grupo B
| Pos | Equipe          | Pts | J | V | E | D | GP | GC | SG  | Classificado                                    |  |     |     |     |     |
| --- | --------------- | --- | - | - | - | - | -- | -- | --- | ----------------------------------------------- |  | --- | --- | --- | --- |
| 1   | Japão           | 18  | 6 | 6 | 0 | 0 | 24 | 0  | +24 | Terceira fase e Copa da Ásia de 2027            |  | —   | 1–0 | 5–0 | 5–0 |
| 2   | Coreia do Norte | 9   | 6 | 3 | 0 | 3 | 7  | 4  | +3  | Terceira fase e Copa da Ásia de 2027            |  | 0–3 | —   | 1–0 | 4–1 |
| 3   | Síria           | 7   | 6 | 2 | 1 | 3 | 9  | 12 | −3  | Terceira fase das eliminatórias da Copa da Ásia |  | 0–5 | 1–0 | —   | 7–0 |
| 4   | Myanmar         | 1   | 6 | 0 | 1 | 5 | 3  | 28 | −25 | Terceira fase das eliminatórias da Copa da Ásia |  | 0–5 | 1–6 | 1–1 | —   |

1. ↑  O Japão obteve uma vitória por 3–0, depois que a Coreia do Norte se recusou a sediar a partida, alegando preocupações com a propagação de uma doença no Japão.

##### Grupo C
| Pos | Equipe        | Pts | J | V | E | D | GP | GC | SG  | Classificado                                    |  |     |     |     |     |
| --- | ------------- | --- | - | - | - | - | -- | -- | --- | ----------------------------------------------- |  | --- | --- | --- | --- |
| 1   | Coreia do Sul | 16  | 6 | 5 | 1 | 0 | 20 | 1  | +19 | Terceira fase e Copa da Ásia de 2027            |  | —   | 1–0 | 1–1 | 5–0 |
| 2   | China         | 8   | 6 | 2 | 2 | 2 | 9  | 9  | 0   | Terceira fase e Copa da Ásia de 2027            |  | 0–3 | —   | 1–1 | 4–1 |
| 3   | Tailândia     | 8   | 6 | 2 | 2 | 2 | 9  | 9  | 0   | Terceira fase das eliminatórias da Copa da Ásia |  | 0–3 | 1–2 | —   | 3–1 |
| 4   | Singapura     | 1   | 6 | 0 | 1 | 5 | 5  | 24 | −19 | Terceira fase das eliminatórias da Copa da Ásia |  | 0–7 | 2–2 | 1–3 | —   |

1. 1 2  Pontos no confronto direto: China 4, Tailândia 1.

##### Grupo D
| Pos | Equipe       | Pts | J | V | E | D | GP | GC | SG  | Classificado                                    |  |     |     |     |     |
| --- | ------------ | --- | - | - | - | - | -- | -- | --- | ----------------------------------------------- |  | --- | --- | --- | --- |
| 1   | Omã          | 13  | 6 | 4 | 1 | 1 | 11 | 2  | +9  | Terceira fase e Copa da Ásia de 2027            |  | —   | 1–1 | 2–0 | 3–0 |
| 2   | Quirguistão  | 11  | 6 | 3 | 2 | 1 | 13 | 7  | +6  | Terceira fase e Copa da Ásia de 2027            |  | 1–0 | —   | 1–1 | 5–1 |
| 3   | Malásia      | 10  | 6 | 3 | 1 | 2 | 9  | 9  | 0   | Terceira fase das eliminatórias da Copa da Ásia |  | 0–2 | 4–3 | —   | 3–1 |
| 4   | Taipé Chinês | 0   | 6 | 0 | 0 | 6 | 2  | 17 | −15 | Terceira fase das eliminatórias da Copa da Ásia |  | 0–3 | 0–2 | 0–1 | —   |

##### Grupo E
| Pos | Equipe        | Pts | J | V | E | D | GP | GC | SG  | Classificado                                    |  |     |     |     |     |
| --- | ------------- | --- | - | - | - | - | -- | -- | --- | ----------------------------------------------- |  | --- | --- | --- | --- |
| 1   | Irã           | 14  | 6 | 4 | 2 | 0 | 16 | 4  | +12 | Terceira fase e Copa da Ásia de 2027            |  | —   | 0–0 | 5–0 | 4–0 |
| 2   | Uzbequistão   | 14  | 6 | 4 | 2 | 0 | 13 | 4  | +9  | Terceira fase e Copa da Ásia de 2027            |  | 2–2 | —   | 3–1 | 3–0 |
| 3   | Turcomenistão | 2   | 6 | 0 | 2 | 4 | 4  | 14 | −10 | Terceira fase das eliminatórias da Copa da Ásia |  | 0–1 | 1–3 | —   | 0–0 |
| 4   | Hong Kong     | 2   | 6 | 0 | 2 | 4 | 4  | 15 | −11 | Terceira fase das eliminatórias da Copa da Ásia |  | 2–4 | 0–2 | 2–2 | —   |

##### Grupo F
| Pos | Equipe    | Pts | J | V | E | D | GP | GC | SG  | Classificado                                    |  |     |     |     |     |
| --- | --------- | --- | - | - | - | - | -- | -- | --- | ----------------------------------------------- |  | --- | --- | --- | --- |
| 1   | Iraque    | 18  | 6 | 6 | 0 | 0 | 17 | 2  | +15 | Terceira fase e Copa da Ásia de 2027            |  | —   | 5–1 | 3–1 | 1–0 |
| 2   | Indonésia | 10  | 6 | 3 | 1 | 2 | 8  | 8  | 0   | Terceira fase e Copa da Ásia de 2027            |  | 0–2 | —   | 1–0 | 2–0 |
| 3   | Vietnã    | 6   | 6 | 2 | 0 | 4 | 6  | 10 | −4  | Terceira fase das eliminatórias da Copa da Ásia |  | 0–1 | 0–3 | —   | 3–2 |
| 4   | Filipinas | 1   | 6 | 0 | 1 | 5 | 3  | 14 | −11 | Terceira fase das eliminatórias da Copa da Ásia |  | 0–5 | 1–1 | 0–2 | —   |

##### Grupo G
| Pos | Equipe         | Pts | J | V | E | D | GP | GC | SG  | Classificado                                    |  |     |     |     |     |
| --- | -------------- | --- | - | - | - | - | -- | -- | --- | ----------------------------------------------- |  | --- | --- | --- | --- |
| 1   | Jordânia       | 13  | 6 | 4 | 1 | 1 | 16 | 4  | +12 | Terceira fase e Copa da Ásia de 2027            |  | —   | 0–2 | 3–0 | 7–0 |
| 2   | Arábia Saudita | 13  | 6 | 4 | 1 | 1 | 12 | 3  | +9  | Terceira fase e Copa da Ásia de 2027            |  | 1–2 | —   | 1–0 | 4–0 |
| 3   | Tadjiquistão   | 8   | 6 | 2 | 2 | 2 | 11 | 7  | +4  | Terceira fase das eliminatórias da Copa da Ásia |  | 1–1 | 1–1 | —   | 3–0 |
| 4   | Paquistão      | 0   | 6 | 0 | 0 | 6 | 1  | 26 | −25 | Terceira fase das eliminatórias da Copa da Ásia |  | 0–3 | 0–3 | 1–6 | —   |

1. ↑  A Arábia Saudita já se classificou para a Copa da Ásia como país-sede.

##### Grupo H
| Pos | Equipe                 | Pts | J | V | E | D | GP | GC | SG  | Classificado                                    |  |     |     |     |     |
| --- | ---------------------- | --- | - | - | - | - | -- | -- | --- | ----------------------------------------------- |  | --- | --- | --- | --- |
| 1   | Emirados Árabes Unidos | 16  | 6 | 5 | 1 | 0 | 16 | 2  | +14 | Terceira fase e Copa da Ásia de 2027            |  | —   | 1–1 | 2–1 | 4–0 |
| 2   | Bahrein                | 11  | 6 | 3 | 2 | 1 | 11 | 3  | +8  | Terceira fase e Copa da Ásia de 2027            |  | 0–2 | —   | 0–0 | 3–0 |
| 3   | Iêmen                  | 5   | 6 | 1 | 2 | 3 | 5  | 9  | −4  | Terceira fase das eliminatórias da Copa da Ásia |  | 0–3 | 0–2 | —   | 2–2 |
| 4   | Nepal                  | 1   | 6 | 0 | 1 | 5 | 2  | 20 | −18 | Terceira fase das eliminatórias da Copa da Ásia |  | 0–4 | 0–5 | 0–2 | —   |

##### Grupo I
| Pos | Equipe     | Pts | J | V | E | D | GP | GC | SG  | Classificado                                    |  |     |     |     |     |
| --- | ---------- | --- | - | - | - | - | -- | -- | --- | ----------------------------------------------- |  | --- | --- | --- | --- |
| 1   | Austrália  | 18  | 6 | 6 | 0 | 0 | 22 | 0  | +22 | Terceira fase e Copa da Ásia de 2027            |  | —   | 5–0 | 2–0 | 7–0 |
| 2   | Palestina  | 8   | 6 | 2 | 2 | 2 | 6  | 6  | 0   | Terceira fase e Copa da Ásia de 2027            |  | 0–1 | —   | 0–0 | 5–0 |
| 3   | Líbano     | 6   | 6 | 1 | 3 | 2 | 5  | 8  | −3  | Terceira fase das eliminatórias da Copa da Ásia |  | 0–5 | 0–0 | —   | 4–0 |
| 4   | Bangladesh | 1   | 6 | 0 | 1 | 5 | 1  | 20 | −19 | Terceira fase das eliminatórias da Copa da Ásia |  | 0–2 | 0–1 | 1–1 | —   |

#### Terceira fase

##### Grupo A
| Pos | Equipe                 | Pts | J  | V | E | D | GP | GC | SG  | Classificado               |  |     |     |     |     |     |     |
| --- | ---------------------- | --- | -- | - | - | - | -- | -- | --- | -------------------------- |  | --- | --- | --- | --- | --- | --- |
| 1   | Uzbequistão            | 21  | 10 | 6 | 3 | 1 | 14 | 7  | +7  | Copa do Mundo FIFA de 2026 |  | —   | 0–0 | 1–0 | 3–0 | 1–0 | 1–0 |
| 2   | Irã                    | 23  | 10 | 7 | 2 | 1 | 19 | 8  | +11 | Copa do Mundo FIFA de 2026 |  | 2–2 | —   | 2–0 | 4–1 | 1–0 | 3–0 |
| 3   | Emirados Árabes Unidos | 15  | 10 | 4 | 3 | 3 | 15 | 8  | +7  | Quarta fase                |  | 0–0 | 0–1 | —   | 5–0 | 3–0 | 1–1 |
| 4   | Catar                  | 13  | 10 | 4 | 1 | 5 | 17 | 24 | −7  | Quarta fase                |  | 3–2 | 1–0 | 1–3 | —   | 3–1 | 5–1 |
| 5   | Quirguistão            | 8   | 10 | 2 | 2 | 6 | 12 | 18 | −6  | Eliminado                  |  | 2–3 | 2–3 | 1–1 | 3–1 | —   | 1–0 |
| 6   | Coreia do Norte        | 3   | 10 | 0 | 3 | 7 | 9  | 21 | −12 | Eliminado                  |  | 0–1 | 2–3 | 1–2 | 2–2 | 2–2 | —   |

##### Grupo B
| Pos | Equipe        | Pts | J  | V | E | D | GP | GC | SG  | Classificado               |  |     |     |     |     |     |     |
| --- | ------------- | --- | -- | - | - | - | -- | -- | --- | -------------------------- |  | --- | --- | --- | --- | --- | --- |
| 1   | Coreia do Sul | 22  | 10 | 6 | 4 | 0 | 20 | 7  | +13 | Copa do Mundo FIFA de 2026 |  | —   | 1–1 | 3–2 | 1–1 | 0–0 | 4–0 |
| 2   | Jordânia      | 16  | 10 | 4 | 4 | 2 | 16 | 8  | +8  | Copa do Mundo FIFA de 2026 |  | 0–2 | —   | 0–1 | 4–0 | 3–1 | 1–1 |
| 3   | Iraque        | 15  | 10 | 4 | 3 | 3 | 9  | 9  | 0   | Quarta fase                |  | 0–2 | 0–0 | —   | 1–0 | 1–0 | 2–2 |
| 4   | Omã           | 11  | 10 | 3 | 2 | 5 | 9  | 14 | −5  | Quarta fase                |  | 1–3 | 0–3 | 0–1 | —   | 1–0 | 4–0 |
| 5   | Palestina     | 10  | 10 | 2 | 4 | 4 | 10 | 13 | −3  | Eliminado                  |  | 1–1 | 1–3 | 2–1 | 1–1 | —   | 2–2 |
| 6   | Kuwait        | 5   | 10 | 0 | 5 | 5 | 7  | 20 | −13 | Eliminado                  |  | 1–3 | 1–1 | 0–0 | 0–1 | 0–2 | —   |

##### Grupo C
| Pos | Equipe         | Pts | J  | V | E | D | GP | GC | SG  | Classificado               |  |     |     |     |     |     |     |
| --- | -------------- | --- | -- | - | - | - | -- | -- | --- | -------------------------- |  | --- | --- | --- | --- | --- | --- |
| 1   | Japão          | 23  | 10 | 7 | 2 | 1 | 30 | 3  | +27 | Copa do Mundo FIFA de 2026 |  | —   | 1–1 | 0–0 | 6–0 | 7–0 | 2–0 |
| 2   | Austrália      | 19  | 10 | 5 | 4 | 1 | 16 | 7  | +9  | Copa do Mundo FIFA de 2026 |  | 1–0 | —   | 0–0 | 5–1 | 3–1 | 0–1 |
| 3   | Arábia Saudita | 13  | 10 | 3 | 4 | 3 | 7  | 8  | −1  | Quarta fase                |  | 0–2 | 1–2 | —   | 1–1 | 1–0 | 0–0 |
| 4   | Indonésia      | 12  | 10 | 3 | 3 | 4 | 9  | 20 | −11 | Quarta fase                |  | 0–4 | 0–0 | 2–0 | —   | 1–0 | 1–0 |
| 5   | China          | 9   | 10 | 3 | 0 | 7 | 7  | 20 | −13 | Eliminado                  |  | 1–3 | 0–2 | 1–2 | 2–1 | —   | 1–0 |
| 6   | Bahrein        | 6   | 10 | 1 | 3 | 6 | 5  | 16 | −11 | Eliminado                  |  | 0–5 | 2–2 | 0–2 | 2–2 | 0–1 | —   |

### CAF
O Comitê Executivo da CAF anunciou um novo formato de qualificação africana em 19 de maio de 2023. As equipes serão divididas em nove grupos de seis equipes. O vencedor de cada grupo se classificará para a Copa do Mundo, enquanto os quatro segundos colocados do grupo com melhor classificação participarão de uma repescagem para determinar qual equipe avançará para a repescagem interconfederativa . 

#### Fase de grupos
As equipes foram divididas em nove grupos de seis equipes e disputarão partidas de ida e volta de novembro de 2023 a outubro de 2025. Os vencedores de cada grupo se classificarão diretamente para a Copa do Mundo FIFA de 2026 e os quatro melhores segundos colocados do grupo avançarão para um play-off para determinar qual equipe avançará para os play-offs entre confederações.

##### Grupo A
| Pos | Equipe         | Pts | J | V | E | D | GP | GC | SG  | Classificado               |     |     |     |     |     |     |     |
| --- | -------------- | --- | - | - | - | - | -- | -- | --- | -------------------------- | --- | --- | --- | --- | --- | --- | --- |
| 1   | Egito          | 16  | 6 | 5 | 1 | 0 | 14 | 2  | +12 | Copa do Mundo FIFA de 2026 |     | —   | 2–1 | 1–0 | set | out | 6–1 |
| 2   | Burquina Fasso | 11  | 6 | 3 | 2 | 1 | 13 | 7  | +6  | Possível play-off          |     | set | —   | 2–2 | out | 1–1 | 4–1 |
| 3   | Serra Leoa     | 8   | 6 | 2 | 2 | 2 | 7  | 7  | 0   |                            |     | 0–2 | out | —   | set | 3–1 | 2–1 |
| 4   | Etiópia        | 6   | 6 | 1 | 3 | 2 | 7  | 7  | 0   |                            | 0–2 | 0–3 | 0–0 | —   | out | 6–1 |     |
| 5   | Guiné-Bissau   | 6   | 6 | 1 | 3 | 2 | 5  | 7  | −2  |                            | 1–1 | 1–2 | set | 0–0 | —   | set |     |
| 6   | Djibouti (Z)   | 1   | 6 | 0 | 1 | 5 | 4  | 20 | −16 |                            | out | set | out | 1–1 | 0–1 | —   |     |

##### Grupo B
| Pos | Equipe       | Pts | J | V | E | D | GP | GC | SG | Classificado               |     |     |     |     |     |     |     |
| --- | ------------ | --- | - | - | - | - | -- | -- | -- | -------------------------- | --- | --- | --- | --- | --- | --- | --- |
| 1   | RD Congo     | 13  | 6 | 4 | 1 | 1 | 7  | 2  | +5 | Copa do Mundo FIFA de 2026 |     | —   | set | out | 1–0 | 1–0 | 2–0 |
| 2   | Senegal      | 12  | 6 | 3 | 3 | 0 | 8  | 1  | +7 | Possível play-off          |     | 1–1 | —   | set | 2–0 | 4–0 | out |
| 3   | Sudão        | 12  | 6 | 3 | 3 | 0 | 8  | 2  | +6 |                            |     | 1–0 | 0–0 | —   | 1–1 | 1–1 | out |
| 4   | Togo         | 4   | 6 | 0 | 4 | 2 | 4  | 7  | −3 |                            | out | 0–0 | set | —   | 1–1 | 2–2 |     |
| 5   | Sudão do Sul | 3   | 6 | 0 | 3 | 3 | 2  | 10 | −8 |                            | set | out | 0–3 | out | —   | 0–0 |     |
| 6   | Mauritânia   | 2   | 6 | 0 | 2 | 4 | 2  | 9  | −7 |                            | 0–2 | 0–1 | 0–2 | set | set | —   |     |

##### Grupo C
| Pos | Equipe        | Pts | J | V | E | D | GP | GC | SG | Classificado               |     |     |     |     |     |     |     |
| --- | ------------- | --- | - | - | - | - | -- | -- | -- | -------------------------- | --- | --- | --- | --- | --- | --- | --- |
| 1   | África do Sul | 13  | 6 | 4 | 1 | 1 | 10 | 5  | +5 | Copa do Mundo FIFA de 2026 |     | —   | out | 2–1 | set | 2–0 | 3–1 |
| 2   | Ruanda        | 8   | 6 | 2 | 2 | 2 | 4  | 4  | 0  | Possível play-off          |     | 2–0 | —   | out | 0–2 | 1–1 | 0–0 |
| 3   | Benim         | 8   | 6 | 2 | 2 | 2 | 6  | 7  | −1 |                            |     | 0–2 | 1–0 | —   | 2–1 | set | set |
| 4   | Nigéria       | 7   | 6 | 1 | 4 | 1 | 7  | 6  | +1 |                            | 1–1 | set | out | —   | 1–1 | 1–1 |     |
| 5   | Lesoto        | 6   | 6 | 1 | 3 | 2 | 4  | 5  | −1 |                            | set | 0–1 | 0–0 | out | —   | out |     |
| 6   | Zimbabwe      | 4   | 6 | 0 | 4 | 2 | 5  | 9  | −4 |                            | out | set | 2–2 | 1–1 | 0–2 | —   |     |

##### Grupo D
| Pos | Equipe     | Pts | J | V | E | D | GP | GC | SG | Classificado               |     |     |     |     |     |     |     |
| --- | ---------- | --- | - | - | - | - | -- | -- | -- | -------------------------- | --- | --- | --- | --- | --- | --- | --- |
| 1   | Cabo Verde | 13  | 6 | 4 | 1 | 1 | 7  | 5  | +2 | Copa do Mundo FIFA de 2026 |     | —   | set | 1–0 | 0–0 | 1–0 | out |
| 2   | Camarões   | 12  | 6 | 3 | 3 | 0 | 12 | 4  | +8 | Possível play-off          |     | 4–1 | —   | 3–1 | out | 3–0 | set |
| 3   | Líbia      | 8   | 6 | 2 | 2 | 2 | 6  | 7  | −1 |                            |     | out | 1–1 | —   | 1–1 | 2–1 | set |
| 4   | Angola     | 7   | 6 | 1 | 4 | 1 | 4  | 4  | 0  |                            | 1–2 | 1–1 | set | —   | set | 1–0 |     |
| 5   | Maurícia   | 5   | 6 | 1 | 2 | 3 | 6  | 10 | −4 |                            | set | out | out | 0–0 | —   | 2–1 |     |
| 6   | Essuatíni  | 2   | 6 | 0 | 2 | 4 | 4  | 9  | −5 |                            | 0–2 | 0–0 | 0–1 | out | 3–3 | —   |     |

##### Grupo E
| Pos | Equipe   | Pts | J | V | E | D | GP | GC | SG  | Classificado               |     |       |       |       |       |       |       |
| --- | -------- | --- | - | - | - | - | -- | -- | --- | -------------------------- | --- | ----- | ----- | ----- | ----- | ----- | ----- |
| 1   | Marrocos | 15  | 5 | 5 | 0 | 0 | 14 | 2  | +12 | Copa do Mundo FIFA de 2026 |     | —     | set   | 2–0   | 2–1   | Canc. | Canc. |
| 2   | Níger    | 6   | 4 | 2 | 0 | 2 | 6  | 4  | +2  | Possível play-off          |     | 1–2   | —     | 0–1   | 2–1   | Canc. | Canc. |
| 3   | Tanzânia | 6   | 4 | 2 | 0 | 2 | 2  | 4  | −2  |                            |     | 0–2   | set   | —     | out   | Canc. | Canc. |
| 4   | Zâmbia   | 3   | 4 | 1 | 0 | 3 | 6  | 7  | −1  |                            | set | out   | 0–1   | —     | 4–2   | Canc. |       |
| 5   | Congo    | 0   | 3 | 0 | 0 | 3 | 2  | 13 | −11 | Suspenso                   |     | 0–6   | 0–3   | Canc. | Canc. | —     | Canc. |
| 6   | Eritreia | 0   | 0 | 0 | 0 | 0 | 0  | 0  | 0   | Retirou-se                 |     | Canc. | Canc. | Canc. | Canc. | Canc. | —     |

1. ↑  O Congo foi suspenso em 6 de fevereiro de 2025 devido à interferência do governo nas operações da FECOFOOT.[19][20] Embora nenhum anúncio sobre seu status no torneio tenha sido divulgado, a CAF cancelou suas partidas restantes.[21]
2. ↑  O Níger foi declarado como vencedor da partida por 3–0 por desistência depois que o Congo se recusou a viajar para a República Democrática do Congo, depois que o seu estádio regular foi considerado não apto a receber a partida.[22]
3. ↑  A Eritreia desistiu antes das primeiras partidas serem disputadas.[23]

##### Grupo F
| Pos | Equipe          | Pts | J | V | E | D | GP | GC | SG  | Classificado               |     |     |     |     |     |     |     |
| --- | --------------- | --- | - | - | - | - | -- | -- | --- | -------------------------- | --- | --- | --- | --- | --- | --- | --- |
| 1   | Costa do Marfim | 16  | 6 | 5 | 1 | 0 | 14 | 0  | +14 | Copa do Mundo FIFA de 2026 |     | —   | 1–0 | Set | Out | 1–0 | 9–0 |
| 2   | Gabão           | 15  | 6 | 5 | 0 | 1 | 12 | 6  | +6  | Possível play-off          |     | Set | —   | Out | 2–1 | 3–2 | 3–0 |
| 3   | Burundi         | 10  | 6 | 3 | 1 | 2 | 13 | 7  | +6  |                            |     | 0–1 | 1–2 | —   | Out | 3–2 | 5–0 |
| 4   | Quénia          | 6   | 6 | 1 | 3 | 2 | 11 | 8  | +3  |                            | 0–0 | 1–2 | 1–1 | —   | Set | Set |     |
| 5   | Gâmbia (Z)      | 4   | 6 | 1 | 1 | 4 | 12 | 13 | −1  |                            | 0–2 | Out | Set | 3–3 | —   | 5–1 |     |
| 6   | Seicheles (Z)   | 0   | 6 | 0 | 0 | 6 | 2  | 30 | −28 |                            | Out | Set | 1–3 | 0–5 | Out | —   |     |

##### Grupo G
| Pos | Equipe     | Pts | J | V | E | D | GP | GC | SG  | Classificado               |     |     |     |     |     |     |     |
| --- | ---------- | --- | - | - | - | - | -- | -- | --- | -------------------------- | --- | --- | --- | --- | --- | --- | --- |
| 1   | Argélia    | 15  | 6 | 5 | 0 | 1 | 16 | 6  | +10 | Copa do Mundo FIFA de 2026 |     | —   | 5–1 | Set | Out | 1–2 | 3–1 |
| 2   | Moçambique | 12  | 6 | 4 | 0 | 2 | 10 | 11 | −1  | Possível play-off          |     | 0–2 | —   | Set | 3–1 | Out | 2–1 |
| 3   | Botsuana   | 9   | 6 | 3 | 0 | 3 | 9  | 8  | +1  |                            |     | 1–3 | 2–3 | —   | Out | 1–0 | 2–0 |
| 4   | Uganda     | 9   | 6 | 3 | 0 | 3 | 6  | 7  | −1  |                            | 1–2 | Set | 1–0 | —   | 1–0 | Set |     |
| 5   | Guiné      | 7   | 6 | 2 | 1 | 3 | 4  | 5  | −1  |                            | Set | 0–1 | Out | 2–1 | —   | 0–0 |     |
| 6   | Somália    | 1   | 6 | 0 | 1 | 5 | 3  | 11 | −8  |                            | Out | Out | 1–3 | 0–1 | Set | —   |     |

##### Grupo H
| Pos | Equipe                  | Pts | J | V | E | D | GP | GC | SG  | Classificado               |     |     |     |     |     |     |     |
| --- | ----------------------- | --- | - | - | - | - | -- | -- | --- | -------------------------- | --- | --- | --- | --- | --- | --- | --- |
| 1   | Tunísia                 | 16  | 6 | 5 | 1 | 0 | 9  | 0  | +9  | Copa do Mundo FIFA de 2026 |     | —   | out | set | 1–0 | 2–0 | 4–0 |
| 2   | Namíbia                 | 12  | 6 | 3 | 3 | 0 | 8  | 2  | +6  | Possível play-off          |     | 0–0 | —   | 1–1 | 1–1 | set | set |
| 3   | Libéria                 | 10  | 6 | 3 | 1 | 2 | 7  | 4  | +3  |                            |     | 0–1 | out | —   | 3–0 | 0–1 | 2–1 |
| 4   | Guiné Equatorial        | 7   | 6 | 2 | 1 | 3 | 4  | 8  | −4  |                            | set | 0–3 | out | —   | 1–0 | 2–0 |     |
| 5   | Malawi                  | 6   | 6 | 2 | 0 | 4 | 4  | 6  | −2  |                            | 0–1 | 0–1 | set | out | —   | 2–1 |     |
| 6   | São Tomé e Príncipe (E) | 0   | 6 | 0 | 0 | 6 | 2  | 14 | −12 |                            | out | 0–2 | 0–1 | set | out | —   |     |

1. 1 2  A Guiné Equatorial foi declarada como derrotada nas duas primeiras partidas do grupo por escalar um jogador inelegível. Originalmente os resultados das partidas foram Guiné Equatorial 1–0 Namíbia e Libéria 0–1 Guiné Equatorial.

##### Grupo I
| Pos | Equipe                    | Pts | J | V | E | D | GP | GC | SG  | Classificado               |     |     |     |     |     |     |     |
| --- | ------------------------- | --- | - | - | - | - | -- | -- | --- | -------------------------- | --- | --- | --- | --- | --- | --- | --- |
| 1   | Gana                      | 15  | 6 | 5 | 0 | 1 | 15 | 5  | +10 | Copa do Mundo FIFA de 2026 |     | —   | out | 1–0 | set | 4–3 | 5–0 |
| 2   | Comores                   | 12  | 6 | 4 | 0 | 2 | 9  | 7  | +2  | Possível play-off          |     | 1–0 | —   | out | 0–3 | 4–2 | 1–0 |
| 3   | Madagascar                | 10  | 6 | 3 | 1 | 2 | 9  | 6  | +3  |                            |     | 0–3 | 2–1 | —   | 0–0 | set | set |
| 4   | Mali                      | 9   | 6 | 2 | 3 | 1 | 8  | 4  | +4  |                            | 1–2 | set | out | —   | 1–1 | 3–1 |     |
| 5   | República Centro-Africana | 5   | 6 | 1 | 2 | 3 | 8  | 13 | −5  |                            | out | set | 1–4 | 0–0 | —   | 1–0 |     |
| 6   | Chade                     | 0   | 6 | 0 | 0 | 6 | 1  | 15 | −14 |                            | set | 0–2 | 0–3 | out | out | —   |     |

### CONCACAF
Em 31 de agosto de 2022, durante uma visita à Guatemala, o presidente da FIFA, Gianni Infantino, confirmou que seis seleções da CONCACAF se classificariam para a Copa do Mundo, incluindo Canadá, México e Estados Unidos como anfitriões. Além disso, duas equipes da CONCACAF irão para os play-offs entre confederações.
Em 28 de fevereiro, a CONCACAF anunciou o formato de qualificação para a Copa do Mundo de 2026.
- Primeira fase: Quatro equipes da CONCACAF, classificadas de 29 a 32 com base no ranking da FIFA de dezembro de 2023, serão divididas em duas partidas, disputadas em casa e fora de casa. Os dois vencedores avançam para a segunda fase.
- Segunda fase: Trinta times, os dois vencedores da primeira fase e os times da CONCACAF classificados de 1 a 28 com base no ranking da FIFA de dezembro de 2023, serão sorteados em seis grupos de cinco times. Eles jogarão partidas em turno único (duas em casa e duas fora), com os vencedores e vice-campeões dos grupos se classificando para a terceira fase.
- Terceira fase: As doze equipes que avançaram da segunda fase serão divididas em três grupos de quatro equipes. Eles jogarão jogos em casa e fora em turno duplo, com os três vencedores dos grupos se classificando para a Copa do Mundo. Os dois segundos classificados com melhor classificação avançam para os play-offs entre confederações.

#### Primeira fase
As quatro últimas equipes da CONCACAF, classificadas de 29 a 32 com base no ranking da FIFA de dezembro de 2023, serão divididas em duas partidas, disputadas em casa e fora de casa. As duplas são predeterminadas, com o 29º classificado enfrentando o 32º classificado, e o 30º classificado a enfrentar o 31º classificado. Os dois vencedores avançam para a segunda fase.
| Equipe 1                 | Total       | Equipe 2                 | 1.º jogo | 2.º jogo  |
| ------------------------ | ----------- | ------------------------ | -------- | --------- |
| Anguila                  | 1–1 (4–3 p) | Turcas e Caicos          | 0–0      | 1–1 (pro) |
| Ilhas Virgens Americanas | 1–1 (2–4 p) | Ilhas Virgens Britânicas | 1–1      | 0–0 (pro) |

#### Segunda fase
As vinte e oito melhores equipes da CONCACAF no ranking da FIFA de dezembro de 2023 e os dois vencedores da primeira fase entrarão na segunda fase. As equipes serão divididas em seis grupos de cinco times, e jogarão partidas de turno único (duas em casa e duas fora). Os seis vencedores dos grupos e os seis segundos classificados avançam para a terceira fase.

##### Grupo A
| Pos | Equipe            | Pts | J | V | E | D | GP | GC | SG  | Classificado  |  |     |     |     |     |     |
| --- | ----------------- | --- | - | - | - | - | -- | -- | --- | ------------- |  | --- | --- | --- | --- | --- |
| 1   | Honduras          | 12  | 4 | 4 | 0 | 0 | 12 | 2  | +10 | Terceira fase |  | —   | —   | 3–1 | —   | 2–0 |
| 2   | Bermudas          | 7   | 4 | 2 | 1 | 1 | 9  | 8  | +1  | Terceira fase |  | 1–6 | —   | —   | 5–0 | —   |
| 3   | Cuba              | 6   | 4 | 2 | 0 | 2 | 6  | 5  | +1  | Eliminados    |  | —   | 1–2 | —   | 3–0 | —   |
| 4   | Ilhas Caimã       | 3   | 4 | 1 | 0 | 3 | 1  | 9  | −8  | Eliminados    |  | 0–1 | —   | —   | —   | 1–0 |
| 5   | Antígua e Barbuda | 1   | 4 | 0 | 1 | 3 | 1  | 5  | −4  | Eliminados    |  | —   | 1–1 | 0–1 | —   | —   |

1. ↑  Cuba obteve uma vitória por 3–0, devido a problemas de visto da equipe das Ilhas Caimã.[27]

##### Grupo B
| Pos | Equipe                | Pts | J | V | E | D | GP | GC | SG  | Classificado  |  |     |     |     |     |     |
| --- | --------------------- | --- | - | - | - | - | -- | -- | --- | ------------- |  | --- | --- | --- | --- | --- |
| 1   | Costa Rica            | 12  | 4 | 4 | 0 | 0 | 17 | 1  | +16 | Terceira fase |  | —   | 2–1 | —   | 4–0 | —   |
| 2   | Trinidad e Tobago     | 7   | 4 | 2 | 1 | 1 | 16 | 7  | +9  | Terceira fase |  | —   | —   | 2–2 | 6–2 | —   |
| 3   | Granada               | 7   | 4 | 2 | 1 | 1 | 11 | 7  | +4  | Eliminados    |  | 0–3 | —   | —   | —   | 6–0 |
| 4   | São Cristóvão e Neves | 3   | 4 | 1 | 0 | 3 | 5  | 13 | −8  | Eliminados    |  | —   | —   | 2–3 | —   | 1–0 |
| 5   | Bahamas               | 0   | 4 | 0 | 0 | 4 | 1  | 22 | −21 | Eliminados    |  | 0–8 | 1–7 | —   | —   | —   |

##### Grupo C
| Pos | Equipe      | Pts | J | V | E | D | GP | GC | SG  | Classificado  |  |     |     |     |     |     |
| --- | ----------- | --- | - | - | - | - | -- | -- | --- | ------------- |  | --- | --- | --- | --- | --- |
| 1   | Curaçau     | 12  | 4 | 4 | 0 | 0 | 15 | 2  | +13 | Terceira fase |  | —   | —   | 4–0 | —   | 4–1 |
| 2   | Haiti       | 9   | 4 | 3 | 0 | 1 | 11 | 7  | +4  | Terceira fase |  | 1–5 | —   | 2–1 | —   | —   |
| 3   | Santa Lúcia | 4   | 4 | 1 | 1 | 2 | 5  | 9  | −4  | Eliminados    |  | —   | —   | —   | 2–2 | 2–1 |
| 4   | Aruba       | 2   | 4 | 0 | 2 | 2 | 3  | 10 | −7  | Eliminados    |  | 0–2 | 0–5 | —   | —   | —   |
| 5   | Barbados    | 1   | 4 | 0 | 1 | 3 | 4  | 10 | −6  | Eliminados    |  | —   | 1–3 | —   | 1–1 | —   |

##### Grupo D
| Pos | Equipe     | Pts | J | V | E | D | GP | GC | SG | Classificado  |  |     |     |     |     |     |
| --- | ---------- | --- | - | - | - | - | -- | -- | -- | ------------- |  | --- | --- | --- | --- | --- |
| 1   | Panamá     | 12  | 4 | 4 | 0 | 0 | 10 | 1  | +9 | Terceira fase |  | —   | 3–0 | 2–0 | —   | —   |
| 2   | Nicarágua  | 9   | 4 | 3 | 0 | 1 | 9  | 4  | +5 | Terceira fase |  | —   | —   | 1–0 | 4–1 | —   |
| 3   | Guiana     | 6   | 4 | 2 | 0 | 2 | 6  | 4  | +2 | Eliminados    |  | —   | —   | —   | 3–0 | 3–1 |
| 4   | Monserrate | 3   | 4 | 1 | 0 | 3 | 3  | 10 | −7 | Eliminados    |  | 1–3 | —   | —   | —   | 1–0 |
| 5   | Belize     | 0   | 4 | 0 | 0 | 4 | 1  | 10 | −9 | Eliminados    |  | 0–2 | 0–4 | —   | —   | —   |

##### Grupo E
| Pos | Equipe                   | Pts | J | V | E | D | GP | GC | SG  | Classificado  |  |     |     |     |     |     |
| --- | ------------------------ | --- | - | - | - | - | -- | -- | --- | ------------- |  | --- | --- | --- | --- | --- |
| 1   | Jamaica                  | 12  | 4 | 4 | 0 | 0 | 8  | 2  | +6  | Terceira fase |  | —   | 3–0 | 1–0 | —   | —   |
| 2   | Guatemala                | 9   | 4 | 3 | 0 | 1 | 13 | 5  | +8  | Terceira fase |  | —   | —   | 4–2 | 6–0 | —   |
| 3   | República Dominicana     | 6   | 4 | 2 | 0 | 2 | 11 | 5  | +6  | Eliminados    |  | —   | —   | —   | 5–0 | 4–0 |
| 4   | Dominica                 | 3   | 4 | 1 | 0 | 3 | 5  | 14 | −9  | Eliminados    |  | 2–3 | —   | —   | —   | 3–0 |
| 5   | Ilhas Virgens Britânicas | 0   | 4 | 0 | 0 | 4 | 0  | 11 | −11 | Eliminados    |  | 0–1 | 0–3 | —   | —   | —   |

##### Grupo F
| Pos | Equipe                   | Pts | J | V | E | D | GP | GC | SG  | Classificado  |  |     |     |     |     |     |
| --- | ------------------------ | --- | - | - | - | - | -- | -- | --- | ------------- |  | --- | --- | --- | --- | --- |
| 1   | Suriname                 | 10  | 4 | 3 | 1 | 0 | 10 | 2  | +8  | Terceira fase |  | —   | —   | 1–0 | 4–1 | —   |
| 2   | El Salvador              | 8   | 4 | 2 | 2 | 0 | 7  | 2  | +5  | Terceira fase |  | 1–1 | —   | 0–0 | —   | —   |
| 3   | Porto Rico               | 7   | 4 | 2 | 1 | 1 | 10 | 2  | +8  | Eliminados    |  | —   | —   | —   | 2–1 | 8–0 |
| 4   | São Vicente e Granadinas | 3   | 4 | 1 | 0 | 3 | 9  | 9  | 0   | Eliminados    |  | —   | 1–3 | —   | —   | 6–0 |
| 5   | Anguila                  | 0   | 4 | 0 | 0 | 4 | 0  | 21 | −21 | Eliminados    |  | 0–4 | 0–3 | —   | —   | —   |

#### Terceira fase
Doze equipes - os vencedores dos grupos da segunda fase e os segundos colocados - foram sorteados em três grupos de quatro equipes cada para jogar um formato de liga em casa e fora. Os vencedores se classificarão para a Copa do Mundo FIFA de 2026 e os dois melhores segundos colocados avançarão para a repescagem. O sorteio foi realizado em 12 de junho de 2025.

##### Grupo A
| Pos | Equipe      | Pts | J | V | E | D | GP | GC | SG | Classificado               |        |        |        |        |        |
| --- | ----------- | --- | - | - | - | - | -- | -- | -- | -------------------------- | ------ | ------ | ------ | ------ | ------ |
| 1   | Panamá      | 0   | 0 | 0 | 0 | 0 | 0  | 0  | 0  | Copa do Mundo FIFA de 2026 |        | —      | Nov 25 | Set 25 | Out 25 |
| 2   | El Salvador | 0   | 0 | 0 | 0 | 0 | 0  | 0  | 0  | Possível repescagem        |        | Out 25 | —      | Out 25 | Set 25 |
| 3   | Guatemala   | 0   | 0 | 0 | 0 | 0 | 0  | 0  | 0  |                            |        | Nov 25 | Set 25 | —      | Nov 25 |
| 4   | Suriname    | 0   | 0 | 0 | 0 | 0 | 0  | 0  | 0  |                            | Set 25 | Nov 25 | Out 25 | —      |        |

##### Grupo B
| Pos | Equipe            | Pts | J | V | E | D | GP | GC | SG | Classificado               |        |        |        |        |        |
| --- | ----------------- | --- | - | - | - | - | -- | -- | -- | -------------------------- | ------ | ------ | ------ | ------ | ------ |
| 1   | Jamaica           | 0   | 0 | 0 | 0 | 0 | 0  | 0  | 0  | Copa do Mundo FIFA de 2026 |        | —      | Nov 25 | Set 25 | Out 25 |
| 2   | Curaçau           | 0   | 0 | 0 | 0 | 0 | 0  | 0  | 0  | Possível repescagem        |        | Out 25 | —      | Out 25 | Set 25 |
| 3   | Trinidad e Tobago | 0   | 0 | 0 | 0 | 0 | 0  | 0  | 0  |                            |        | Nov 25 | Set 25 | —      | Nov 25 |
| 4   | Bermudas          | 0   | 0 | 0 | 0 | 0 | 0  | 0  | 0  |                            | Set 25 | Nov 25 | Out 25 | —      |        |

##### Grupo C
| Pos | Equipe     | Pts | J | V | E | D | GP | GC | SG | Classificado               |        |        |        |        |        |
| --- | ---------- | --- | - | - | - | - | -- | -- | -- | -------------------------- | ------ | ------ | ------ | ------ | ------ |
| 1   | Costa Rica | 0   | 0 | 0 | 0 | 0 | 0  | 0  | 0  | Copa do Mundo FIFA de 2026 |        | —      | Nov 25 | Set 25 | Out 25 |
| 2   | Honduras   | 0   | 0 | 0 | 0 | 0 | 0  | 0  | 0  | Possível repescagem        |        | Out 25 | —      | Nov 25 | Set 25 |
| 3   | Haiti      | 0   | 0 | 0 | 0 | 0 | 0  | 0  | 0  |                            |        | Nov 25 | Set 25 | —      | Nov 25 |
| 4   | Nicarágua  | 0   | 0 | 0 | 0 | 0 | 0  | 0  | 0  |                            | Set 25 | Nov 25 | Out 25 | —      |        |

### CONMEBOL
Em 22 de agosto de 2022, a CONMEBOL fez uma petição à FIFA pedindo para manter o formato de qualificação atual que tem sido usado desde a qualificação para a Copa do Mundo FIFA de 1998 na América do Sul. 
No dia 3 de outubro de 2022, a confederação confirmou o atual formato de qualificação. As primeiras partidas das eliminatórias foram disputadas em setembro de 2023.

#### Processo classificatório

##### Primeira fase
| Pos | Equipe        | Pts | J  | V  | E | D  | GP | GC | SG  | Classificado          |     |       |       |       |       |     |       |       |       |       |       |
| --- | ------------- | --- | -- | -- | - | -- | -- | -- | --- | --------------------- | --- | ----- | ----- | ----- | ----- | --- | ----- | ----- | ----- | ----- | ----- |
| 1   | Argentina (Q) | 35  | 16 | 11 | 2 | 3  | 28 | 9  | +19 | Copa do Mundo de 2026 |     | —     | 1–0   | 4–1   | 0–2   | 1–0 | 1–1   | 4 Set | 6–0   | 1–0   | 3–0   |
| 2   | Equador (Q)   | 25  | 16 | 7  | 7 | 2  | 13 | 5  | +8  | Copa do Mundo de 2026 |     | 9 Set | —     | 0–0   | 2–1   | 0–0 | 0–0   | 2–1   | 4–0   | 1–0   | 1–0   |
| 3   | Brasil (Q)    | 25  | 16 | 7  | 4 | 5  | 21 | 16 | +5  | Copa do Mundo de 2026 |     | 0–1   | 1–0   | —     | 1–1   | 1–0 | 2–1   | 1–1   | 5–1   | 4–0   | 4 Set |
| 4   | Uruguai (X)   | 24  | 16 | 6  | 6 | 4  | 19 | 12 | +7  | Copa do Mundo de 2026 |     | 0–1   | 0–0   | 2–0   | —     | 0–0 | 3–2   | 2–0   | 3–0   | 4 Set | 3–1   |
| 5   | Paraguai (X)  | 24  | 16 | 6  | 6 | 4  | 13 | 10 | +3  | Copa do Mundo de 2026 |     | 2–1   | 4 Set | 1–0   | 2–0   | —   | 0–1   | 2–1   | 1–0   | 0–0   | 1–0   |
| 6   | Colômbia      | 22  | 16 | 5  | 7 | 4  | 19 | 15 | +4  | Copa do Mundo de 2026 |     | 2–1   | 0–1   | 2–1   | 2–2   | 2–2 | —     | 1–0   | 4 Set | 0–0   | 4–0   |
| 7   | Venezuela     | 18  | 16 | 4  | 6 | 6  | 15 | 19 | −4  | Repescagem            |     | 1–1   | 0–0   | 1–1   | 0–0   | 1–0 | 9 Set | —     | 2–0   | 1–0   | 3–0   |
| 8   | Bolívia       | 17  | 16 | 5  | 2 | 9  | 16 | 32 | −16 |                       |     | 0–3   | 1–2   | 9 Set | 0–0   | 2–2 | 1–0   | 4–0   | —     | 2–0   | 2–0   |
| 9   | Peru (Y)      | 12  | 16 | 2  | 6 | 8  | 6  | 17 | −11 |                       | 0–2 | 0–0   | 0–1   | 1–0   | 9 Set | 1–1 | 1–1   | 3–1   | —     | 0–0   |       |
| 10  | Chile (E)     | 10  | 16 | 2  | 4 | 10 | 9  | 24 | −15 |                       | 0–1 | 0–0   | 1–2   | 9 Set | 0–0   | 0–0 | 4–2   | 1–2   | 2–0   | —     |       |

1. ↑  O Equador perdeu três pontos e foi multado em 100 mil francos suíços por falsificar os documentos de nascimento de Byron Castillo no ciclo anterior de qualificação para a Copa do Mundo.[34]

### OFC
Pela primeira vez, a OFC terá uma vaga garantida diretamente na Copa do Mundo.
As eliminatórias serão disputadas da seguinte forma:
- Primeira fase: As quatro piores seleções ranqueadas no ranking Mundial da FIFA irão disputar a única vaga para a segunda fase em formato eliminatório.
- Segunda fase: A seleção vencedora da primeira fase irá se juntar as melhores colocadas no ranking em dois grupos com quatro seleções cada. Os dois melhores colocados de cada grupo avançam para a terceira fase.
- Terceira fase: As quatro seleções que avançaram da segunda fase irão disputar esta fase em formato eliminatório, com o vencedor se classificando diretamente para a Copa do Mundo FIFA de 2026 e o segundo lugar se classificando para a repescagem.

#### Primeira fase
O sorteio para esta fase ocorreu em julho de 2024 e foi disputada entre 6 e 9 de setembro de 2024 em Samoa. As quatro piores seleções ranqueadas no ranking Mundial da FIFA irão disputar a única vaga para a segunda fase em formato eliminatório.

### Chaveamento
|  | Semifinais      | Semifinais      | Semifinais  |             |       | Final | Final | Final |  |
|  |                 |                 |             |             |       |       |       |       |  |
|  | Ilhas Cook      | Ilhas Cook      | 1           |             |       |       |       |       |  |
|  | Ilhas Cook      | Ilhas Cook      | 1           |             |       |       |       |       |  |
|  | Tonga           | Tonga           | 3           |             |       |       |       |       |  |
|  | Tonga           | Tonga           | 3           |             | Tonga | Tonga | 1     |       |  |
|  |                 |                 |             |             | Tonga | Tonga | 1     |       |  |
|  |                 |                 | Samoa (pro) | Samoa (pro) | 2     |       |       |       |  |
|  | Samoa Americana | Samoa Americana | Samoa (pro) | Samoa (pro) | 2     | 0     |       |       |  |
|  | Samoa Americana | Samoa Americana |             |             |       |       |       |       |  |
|  | Samoa           | Samoa           | 2           |             |       |       |       |       |  |

#### Segunda fase
| Pos | Equipe           | Pts | J | V | E | D | GP | GC | SG | Classificado  |  |     |     |     |     |
| --- | ---------------- | --- | - | - | - | - | -- | -- | -- | ------------- |  | --- | --- | --- | --- |
| 1   | Nova Caledônia   | 7   | 3 | 2 | 1 | 0 | 7  | 4  | +3 | Terceira fase |  | —   |     |     | 3–1 |
| 2   | Fiji             | 5   | 3 | 1 | 2 | 0 | 5  | 4  | +1 | Terceira fase |  | 1–1 | —   |     |     |
| 3   | Ilhas Salomão    | 3   | 3 | 1 | 0 | 2 | 4  | 5  | −1 | Eliminados    |  | 2–3 | 0–1 | —   |     |
| 4   | Papua-Nova Guiné | 1   | 3 | 0 | 1 | 2 | 5  | 8  | −3 | Eliminados    |  |     | 3–3 | 1–2 | —   |

| Pos | Equipe        | Pts | J | V | E | D | GP | GC | SG  | Classificado  |  |     |     |     |     |
| --- | ------------- | --- | - | - | - | - | -- | -- | --- | ------------- |  | --- | --- | --- | --- |
| 1   | Nova Zelândia | 9   | 3 | 3 | 0 | 0 | 19 | 1  | +18 | Terceira fase |  | —   | 3–0 | 8–1 |     |
| 2   | Taiti         | 6   | 3 | 2 | 0 | 1 | 5  | 3  | +2  | Terceira fase |  |     | —   | 2–0 |     |
| 3   | Vanuatu       | 3   | 3 | 1 | 0 | 2 | 5  | 11 | −6  | Eliminados    |  |     |     | —   | 4–1 |
| 4   | Samoa         | 0   | 3 | 0 | 0 | 3 | 1  | 15 | −14 | Eliminados    |  | 0–8 | 0–3 |     | —   |

#### Terceira fase
Esta fase será disputada na Nova Zelândia em março de 2025. O vencedor irá se classificar diretamente para a Copa do Mundo FIFA de 2026 e o segundo colocado irá avançar para a repescagem.

### Chaveamento
|  | Semifinais     | Semifinais     | Semifinais    |               |                | Final          | Final | Final |  |
|  |                |                |               |               |                |                |       |       |  |
|  | Nova Caledônia | Nova Caledônia | 3             |               |                |                |       |       |  |
|  | Nova Caledônia | Nova Caledônia | 3             |               |                |                |       |       |  |
|  | Taiti          | Taiti          | 0             |               |                |                |       |       |  |
|  | Taiti          | Taiti          | 0             |               | Nova Caledônia | Nova Caledônia | 0     |       |  |
|  |                |                |               |               | Nova Caledônia | Nova Caledônia | 0     |       |  |
|  |                |                | Nova Zelândia | Nova Zelândia | 3              |                |       |       |  |
|  | Nova Zelândia  | Nova Zelândia  | Nova Zelândia | Nova Zelândia | 3              | 7              |       |       |  |
|  | Nova Zelândia  | Nova Zelândia  |               |               |                |                |       |       |  |
|  | Fiji           | Fiji           | 0             |               |                |                |       |       |  |

### UEFA
O Comitê Executivo da UEFA anunciou um novo formato de qualificação europeia em 25 de janeiro de 2023. As equipes serão divididas em doze grupos de quatro ou cinco equipes. O vencedor de cada grupo se classificará para a Copa do Mundo, enquanto os segundos colocados se classificarão diretamente ou participarão das partidas do play-off.
Devido à invasão russa da Ucrânia em 2022, a seleção da Rússia está suspensa e sua participação ainda não foi confirmada.
- Primeira rodada (fase de grupos) : Doze grupos de quatro ou cinco times com os vencedores dos grupos se classificando para as finais da Copa do Mundo.

#### Grupo A
| Pos | Equipe           | Pts | J | V | E | D | GP | GC | SG | Classificado               |  |        |        |        |        |
| --- | ---------------- | --- | - | - | - | - | -- | -- | -- | -------------------------- |  | ------ | ------ | ------ | ------ |
| 1   | Alemanha (X)     | 0   | 0 | 0 | 0 | 0 | 0  | 0  | 0  | Copa do Mundo FIFA de 2026 |  | —      | 17 Nov | 7 Set  | 10 Out |
| 2   | Eslováquia       | 0   | 0 | 0 | 0 | 0 | 0  | 0  | 0  | Segunda fase               |  | 4 Set  | —      | 14 Nov | 13 Out |
| 3   | Irlanda do Norte | 0   | 0 | 0 | 0 | 0 | 0  | 0  | 0  | Eliminado                  |  | 13 Out | 10 Out | —      | 17 Nov |
| 4   | Luxemburgo       | 0   | 0 | 0 | 0 | 0 | 0  | 0  | 0  | Eliminado                  |  | 14 Nov | 7 Set  | 4 Set  | —      |

#### Grupo B
| Pos | Equipe    | Pts | J | V | E | D | GP | GC | SG | Classificado               |  |        |        |        |        |
| --- | --------- | --- | - | - | - | - | -- | -- | -- | -------------------------- |  | ------ | ------ | ------ | ------ |
| 1   | Suíça     | 0   | 0 | 0 | 0 | 0 | 0  | 0  | 0  | Copa do Mundo FIFA de 2026 |  | —      | 15 Nov | 8 Set  | 5 Set  |
| 2   | Suécia    | 0   | 0 | 0 | 0 | 0 | 0  | 0  | 0  | Segunda fase               |  | 10 Out | —      | 18 Nov | 13 Out |
| 3   | Eslovênia | 0   | 0 | 0 | 0 | 0 | 0  | 0  | 0  | Eliminado                  |  | 13 Out | 5 Set  | —      | 15 Nov |
| 4   | Kosovo    | 0   | 0 | 0 | 0 | 0 | 0  | 0  | 0  | Eliminado                  |  | 18 Nov | 8 Set  | 10 Out | —      |

#### Grupo C
| Pos | Equipe       | Pts | J | V | E | D | GP | GC | SG | Classificado               |  |        |        |        |        |
| --- | ------------ | --- | - | - | - | - | -- | -- | -- | -------------------------- |  | ------ | ------ | ------ | ------ |
| 1   | Dinamarca    | 0   | 0 | 0 | 0 | 0 | 0  | 0  | 0  | Copa do Mundo FIFA de 2026 |  | —      | 12 Out | 5 Set  | 15 Nov |
| 2   | Grécia       | 0   | 0 | 0 | 0 | 0 | 0  | 0  | 0  | Segunda fase               |  | 8 Set  | —      | 15 Nov | 5 Set  |
| 3   | Escócia      | 0   | 0 | 0 | 0 | 0 | 0  | 0  | 0  | Eliminado                  |  | 18 Nov | 9 Out  | —      | 12 Out |
| 4   | Bielorrússia | 0   | 0 | 0 | 0 | 0 | 0  | 0  | 0  | Eliminado                  |  | 9 Out  | 18 Nov | 8 Set  | —      |

#### Grupo D
| Pos | Equipe     | Pts | J | V | E | D | GP | GC | SG | Classificado               |  |        |        |        |        |
| --- | ---------- | --- | - | - | - | - | -- | -- | -- | -------------------------- |  | ------ | ------ | ------ | ------ |
| 1   | França (X) | 0   | 0 | 0 | 0 | 0 | 0  | 0  | 0  | Copa do Mundo FIFA de 2026 |  | —      | 13 Nov | 9 Set  | 10 Out |
| 2   | Ucrânia    | 0   | 0 | 0 | 0 | 0 | 0  | 0  | 0  | Segunda fase               |  | 5 Set  | —      | 16 Nov | 13 Out |
| 3   | Islândia   | 0   | 0 | 0 | 0 | 0 | 0  | 0  | 0  | Eliminado                  |  | 13 Out | 10 Out | —      | 5 Set  |
| 4   | Azerbaijão | 0   | 0 | 0 | 0 | 0 | 0  | 0  | 0  | Eliminado                  |  | 16 Nov | 9 Set  | 13 Nov | —      |

#### Grupo E
| Pos | Equipe      | Pts | J | V | E | D | GP | GC | SG | Classificado               |  |        |        |        |        |
| --- | ----------- | --- | - | - | - | - | -- | -- | -- | -------------------------- |  | ------ | ------ | ------ | ------ |
| 1   | Espanha (X) | 0   | 0 | 0 | 0 | 0 | 0  | 0  | 0  | Copa do Mundo FIFA de 2026 |  | —      | 18 Nov | 11 Out | 14 Out |
| 2   | Turquia     | 0   | 0 | 0 | 0 | 0 | 0  | 0  | 0  | Segunda fase               |  | 7 Set  | —      | 14 Out | 15 Nov |
| 3   | Geórgia     | 0   | 0 | 0 | 0 | 0 | 0  | 0  | 0  | Eliminado                  |  | 15 Nov | 4 Set  | —      | 7 Set  |
| 4   | Bulgária    | 0   | 0 | 0 | 0 | 0 | 0  | 0  | 0  | Eliminado                  |  | 4 Set  | 11 Out | 18 Nov | —      |

#### Grupo F
| Pos | Equipe       | Pts | J | V | E | D | GP | GC | SG | Classificado               |  |        |        |        |        |
| --- | ------------ | --- | - | - | - | - | -- | -- | -- | -------------------------- |  | ------ | ------ | ------ | ------ |
| 1   | Portugal (X) | 0   | 0 | 0 | 0 | 0 | 0  | 0  | 0  | Copa do Mundo FIFA de 2026 |  | —      | 14 Out | 11 Out | 16 Nov |
| 2   | Hungria      | 0   | 0 | 0 | 0 | 0 | 0  | 0  | 0  | Segunda fase               |  | 9 Set  | —      | 16 Nov | 11 Out |
| 3   | Irlanda      | 0   | 0 | 0 | 0 | 0 | 0  | 0  | 0  | Eliminado                  |  | 13 Nov | 6 Set  | —      | 14 Out |
| 4   | Armênia      | 0   | 0 | 0 | 0 | 0 | 0  | 0  | 0  | Eliminado                  |  | 6 Set  | 13 Nov | 9 Set  | —      |

#### Grupo G
| Pos | Equipe        | Pts | J | V | E | D | GP | GC | SG  | Classificado               |  |        |        |        |        |        |
| --- | ------------- | --- | - | - | - | - | -- | -- | --- | -------------------------- |  | ------ | ------ | ------ | ------ | ------ |
| 1   | Finlândia     | 7   | 4 | 2 | 1 | 1 | 5  | 5  | 0   | Copa do Mundo FIFA de 2026 |  | —      | 0–2    | 2–1    | 9 Out  | 14 Nov |
| 2   | Países Baixos | 6   | 2 | 2 | 0 | 0 | 10 | 0  | +10 | Segunda fase               |  | 12 Out | —      | 4 Set  | 17 Nov | 8–0    |
| 3   | Polónia       | 6   | 3 | 2 | 0 | 1 | 4  | 2  | +2  | Eliminado                  |  | 7 Set  | 14 Nov | —      | 1–0    | 2–0    |
| 4   | Lituânia      | 2   | 3 | 0 | 2 | 1 | 2  | 3  | −1  | Eliminado                  |  | 2–2    | 7 Set  | 12 Out | —      | 4 Setp |
| 5   | Malta         | 1   | 4 | 0 | 1 | 3 | 0  | 11 | −11 | Eliminado                  |  | 0–1    | 9 Out  | 17 Nov | 0–0    | —      |

#### Grupo H
| Pos | Equipe               | Pts | J | V | E | D | GP | GC | SG  | Classificado               |  |        |        |        |        |        |
| --- | -------------------- | --- | - | - | - | - | -- | -- | --- | -------------------------- |  | ------ | ------ | ------ | ------ | ------ |
| 1   | Bósnia e Herzegovina | 9   | 3 | 3 | 0 | 0 | 4  | 1  | +3  | Copa do Mundo FIFA de 2026 |  | —      | 9 Set  | 15 Nov | 2–1    | 1–0    |
| 2   | Áustria              | 6   | 2 | 2 | 0 | 0 | 6  | 1  | +5  | Segunda fase               |  | 18 Nov | —      | 2–1    | 6 Set  | 9 Out  |
| 3   | Romênia              | 6   | 4 | 2 | 0 | 2 | 8  | 4  | +4  | Eliminado                  |  | 0–1    | 12 Out | —      | 2–0    | 18 Nov |
| 4   | Chipre               | 3   | 3 | 1 | 0 | 2 | 3  | 4  | −1  | Eliminado                  |  | 9 Out  | 15 Nov | 9 Set  | —      | 2–0    |
| 5   | San Marino           | 0   | 4 | 0 | 0 | 4 | 1  | 12 | −11 | Eliminado                  |  | 6 Set  | 0–4    | 1–5    | 12 Out | —      |

#### Grupo I
| Pos | Equipe   | Pts | J | V | E | D | GP | GC | SG  | Classificado               |  |        |        |        |        |        |
| --- | -------- | --- | - | - | - | - | -- | -- | --- | -------------------------- |  | ------ | ------ | ------ | ------ | ------ |
| 1   | Noruega  | 12  | 4 | 4 | 0 | 0 | 13 | 2  | +11 | Copa do Mundo FIFA de 2026 |  | —      | 11 Out | 3–0    | 13 Nov | 8 Set  |
| 2   | Israel   | 6   | 3 | 2 | 0 | 1 | 7  | 6  | +1  | Segunda fase               |  | 2–4    | —      | 8 Set  | 2–1    | 16 Nov |
| 3   | Itália   | 3   | 2 | 1 | 0 | 1 | 2  | 3  | −1  | Eliminado                  |  | 16 Nov | 14 Out | —      | 5 Set  | 2–0    |
| 4   | Estónia  | 3   | 4 | 1 | 0 | 3 | 5  | 8  | −3  | Eliminado                  |  | 0–1    | 1–3    | 11 Out | —      | 14 Out |
| 5   | Moldávia | 0   | 3 | 0 | 0 | 3 | 2  | 10 | −8  | Eliminado                  |  | 0–5    | 5 Set  | 13 Nov | 2–3    | —      |

#### Grupo J
| Pos | Equipe             | Pts | J | V | E | D | GP | GC | SG | Classificado               |  |        |        |        |        |        |
| --- | ------------------ | --- | - | - | - | - | -- | -- | -- | -------------------------- |  | ------ | ------ | ------ | ------ | ------ |
| 1   | Macedônia do Norte | 8   | 4 | 2 | 2 | 0 | 6  | 2  | +4 | Copa do Mundo FIFA de 2026 |  | —      | 1–1    | 1–1    | 13 Out | 7 Set  |
| 2   | País de Gales      | 7   | 4 | 2 | 1 | 1 | 10 | 6  | +4 | Segunda fase               |  | 18 Nov | —      | 13 Out | 3–1    | 3–0    |
| 3   | Bélgica            | 4   | 2 | 1 | 1 | 0 | 5  | 4  | +1 | Eliminado                  |  | 10 Out | 4–3    | —      | 7 Set  | 18 Nov |
| 4   | Cazaquistão        | 3   | 3 | 1 | 0 | 2 | 3  | 4  | −1 | Eliminado                  |  | 0–1    | 4 Set  | 15 Nov | —      | 10 Out |
| 5   | Liechtenstein      | 0   | 3 | 0 | 0 | 3 | 0  | 8  | −8 | Eliminado                  |  | 0–3    | 15 Nov | 4 Set  | 0–2    | —      |

#### Grupo K
| Pos | Equipe     | Pts | J | V | E | D | GP | GC | SG | Classificado               |  |        |        |        |        |        |
| --- | ---------- | --- | - | - | - | - | -- | -- | -- | -------------------------- |  | ------ | ------ | ------ | ------ | ------ |
| 1   | Inglaterra | 9   | 3 | 3 | 0 | 0 | 6  | 0  | +6 | Copa do Mundo FIFA de 2026 |  | —      | 2–0    | 13 Nov | 3–0    | 6 Set  |
| 2   | Albânia    | 5   | 4 | 1 | 2 | 1 | 4  | 3  | +1 | Segunda fase               |  | 16 Nov | —      | 0–0    | 9 Set  | 3–0    |
| 3   | Sérvia     | 4   | 2 | 1 | 1 | 0 | 3  | 0  | +3 | Eliminado                  |  | 9 Set  | 11 Out | —      | 16 Nov | 3–0    |
| 4   | Letónia    | 4   | 3 | 1 | 1 | 1 | 2  | 4  | −2 | Eliminado                  |  | 14 Out | 1–1    | 6 Set  | —      | 11 Out |
| 5   | Andorra    | 0   | 4 | 0 | 0 | 4 | 0  | 8  | −8 | Eliminado                  |  | 0–1    | 13 Nov | 14 Out | 0–1    | —      |

#### Grupo L
| Pos | Equipe      | Pts | J | V | E | D | GP | GC | SG  | Classificado               |  |        |        |        |        |        |
| --- | ----------- | --- | - | - | - | - | -- | -- | --- | -------------------------- |  | ------ | ------ | ------ | ------ | ------ |
| 1   | Tchéquia    | 9   | 4 | 3 | 0 | 1 | 9  | 6  | +3  | Copa do Mundo FIFA de 2026 |  | —      | 9 Out  | 2–0    | 2–1    | 17 Nov |
| 2   | Croácia     | 6   | 2 | 2 | 0 | 0 | 12 | 1  | +11 | Segunda fase               |  | 5–1    | —      | 8 Set  | 14 Nov | 12 Out |
| 3   | Montenegro  | 6   | 3 | 2 | 0 | 1 | 4  | 3  | +1  | Eliminado                  |  | 5 Set  | 17 Nov | —      | 1–0    | 3–1    |
| 4   | Ilhas Faroé | 3   | 3 | 1 | 0 | 2 | 3  | 4  | −1  | Eliminado                  |  | 12 Out | 5 Set  | 9 Out  | —      | 2–1    |
| 5   | Gibraltar   | 0   | 4 | 0 | 0 | 4 | 2  | 16 | −14 | Eliminado                  |  | 0–4    | 0–7    | 14 Nov | 8 Set  | —      |

### Play-offs entre confederações
Um torneio de playoff envolvendo seis times será realizado para decidir as duas últimas vagas para a Copa do Mundo da FIFA,  composto por um time por confederação (exceto a UEFA) e um time adicional da confederação dos países sede (CONCACAF).
Duas das equipes serão classificadas com base no Ranking Mundial Masculino da FIFA ; as equipes classificadas disputarão uma vaga na Copa do Mundo da FIFA contra os vencedores das duas primeiras eliminatórias envolvendo as quatro equipes não classificadas.
O torneio será disputado em um ou mais país-sede e será usado como um evento-teste para a Copa do Mundo da FIFA. Os playoffs existentes agendados para março de 2026 foram sugeridos como uma data provisória para a edição de 2026.